# Oláhszentlászló
Oláhszentlászló (románul: Laslău Mare) falu Romániában, Maros megyében.

## Története
Küküllőszéplak község része. A trianoni békeszerződésig Kis-Küküllő vármegye Dicsőszentmártoni járásához tartozott.

## Népessége
2002-ben 436 lakosa volt, ebből 410 román, 18 cigány és 7 magyar és 1 német nemzetiségű.

## Vallások
A falu lakói közül 410-en ortodox, 4-en református, 18-an adventista, 2-en baptista, hitűek és 1 fő evangélikus.